# Liste der lettischen Abgeordneten zum EU-Parlament (2024–2029)
Die Liste der lettischen Abgeordneten zum EU-Parlament (2024–2029) listet alle lettischen Mitglieder des 10. Europäischen Parlaments nach der Europawahl in Lettland 2024 auf.

## Aktuelle Mandatsstärke der Parteien
- S&D: 1
- G/EFA: 1
- RE: 1
- EVP: 2
- EKR: 3
- PfE: 1

| Nationale Partei                            | Mandate | Fraktion                                                                               |
| ------------------------------------------- | ------- | -------------------------------------------------------------------------------------- |
| Nacionālā apvienība (NA)                    | 02      | Europäische Konservative und Reformer (EKR)                                            |
| Apvienotais saraksts (AS)                   | 01      | Europäische Konservative und Reformer (EKR)                                            |
| Vienotība (V)                               | 02      | Fraktion der Europäischen Volkspartei (EVP)                                            |
| Latvijas attīstībai (LA)                    | 01      | Renew Europe (RE)                                                                      |
| Progresīvie (P)                             | 01      | Die Grünen/Europäische Freie Allianz (G/EFA)                                           |
| Sociāldemokrātiskā partija „Saskaņa“ (SDPS) | 01      | Fraktion der Progressiven Allianz der Sozialdemokraten im Europäischen Parlament (S&D) |
| Latvija pirmajā vietā (LPV)                 | 01      | Patrioten für Europa (PfE)                                                             |
| SUMME                                       | 09      |                                                                                        |

## Abgeordnete
| Bild | Name               | geb. | MEP seit      | Partei | Fraktion | Kommentar                                                        |
| ---- | ------------------ | ---- | ------------- | ------ | -------- | ---------------------------------------------------------------- |
|      | Valdis Dombrovskis | 1961 | 16. Juli 2024 | V      | EVP      | nahm sein Mandat nicht an, Nachrückerin Inese Vaidere            |
|      | Ivars Ijabs        | 1972 | 2. Juli 2019  | LA     | RE       |                                                                  |
|      | Sandra Kalniete    | 1952 | 14. Juli 2009 | V      | EVP      |                                                                  |
|      | Rihards Kols       | 1984 | 16. Juli 2024 | NA     | EKR      |                                                                  |
|      | Vilis Krištopans   | 1954 | 16. Juli 2024 | LPV    | PfE      |                                                                  |
|      | Reinis Pozņaks     | 1977 | 16. Juli 2024 | AS     | EKR      |                                                                  |
|      | Mārtiņš Staķis     | 1979 | 16. Juli 2024 | P      | G/EFA    |                                                                  |
|      | Nils Ušakovs       | 1976 | 2. Juli 2019  | SDPS   | S&D      |                                                                  |
|      | Inese Vaidere      | 1952 | 20. Juli 2004 | V      | EVP      | nachgerückt für Valdis Dombrovskis, der sein Mandat nicht annahm |
|      | Roberts Zīle       | 1958 | 20. Juli 2004 | NA     | EKR      |                                                                  |